# Defekt Muzgó
Defekt Muzgó – polski zespół punkrockowy.

## Historia grupy
Powstał w 1981 w Wałbrzychu pod nazwą Bunt. W 1982 muzycy zmienili nazwę na Defekt Muzgó. W tym czasie grupę tworzyli: wokalista Wojciech „Walec” Walczyk, gitarzysta Tomasz „Siwy” Wojnar, basista Piotr Bojan oraz Krzysztof „Heban” Migdał. W 1983 zespół po raz pierwszy wystąpił na festiwalu w Jarocinie prezentując się szerszej publiczności. Dwa lata później odszedł Walczyk – jego obowiązki przejął wówczas Wojnar. Grupa jako trio kontynuowała działalność, grając w tym okresie szereg koncertów w różnych miastach (m.in. ponownie w Jarocinie w 1987 i 1988). W 1988 ukazał się pierwszy album zespołu Defekt Mózgu, będący zapisem koncertów z Wałbrzychu, Jarocina, Legnicy oraz jednego utworu z demo pochodzącego z 1984 roku.
W 1990 zespół z nowym basistą Mariuszem „Borkiem” Borowskim wystąpił po raz kolejny w Jarocinie, zdobywając nagrodę publiczności na „Małej Scenie” oraz szeroki rozgłos: podczas koncertów innych wykonawców na „Dużej Scenie” (transmitowanych przez telewizję), publika stanowczo domagała się występu Defektu. Niechętni zespołowi organizatorzy festiwalu musieli ulec, by nie dopuścić do zamieszek.
W 1991 ukazał się album Wszyscy jedziemy..., który został nagrany na żywo podczas koncertu we wrocławskim klubie „Rura”. Część z tych nagrań trafiła na wydaną rok później kasetę Pornografia. W tym czasie na miejsce „Borka” dołączył Dariusz „Picek” Pacek, a grupa rozpoczęła współpracę z Wielką Orkiestrą Świątecznej Pomocy, biorąc udział wraz z zespołem Sedes w kilkudziesięciu koncertach, z których powstał później album Sedes Muzgó – Live. W 1993 ukazał się również pierwszy album studyjny N.U.D.A. Kilka miesięcy wcześniej „Siwy” nawiązał współpracę z ówczesnym byłym basistą Sedesu Dariuszem „Parą” Paraszczukiem oraz perkusistą Dariuszem Biłykiem, byłym członkiem TSA, czego efektem była płyta Zjednoczona Europa zawierająca covery zagranicznych wykonawców z polskimi tekstami. W 1994 z okazji 13–lecia działalności muzycy wydali kolejny album koncertowy XIII lat nagrany rok wcześniej podczas występów w Wałbrzychu i Jeleniej Górze.
W okresie 1995–1997 „Siwy” i „Picek” wraz z nowym perkusistą Ryszardem „Ricardo” Guzem (w miejsce „Hebana”) nagrali dwa studyjne albumy: Przemoc i Defekt Muzgó,, a następnie zawiesili działalność.
W 2001 zespół powrócił w składzie: „Siwy”, „Heban” i Bogdan „Victor” Kocik (gitara basowa). W 2004 ukazał się album Lekcja historii, zawierający nagrania z różnych okresów działalności grupy.
Następne lata to wspólne trasy koncertowe z muzykami zespołu Sedes. W 2015 roku Wojnar, ze względu na pogarszający się stan zdrowia, występował na scenie tylko jako wokalista, a skład uzupełnili muzycy Sedesu, Jan Siepiela, Wojciech Maciejewski i Dariusz Wieczorek.
12.04.2018 zmarł Tomasz „Siwy” Wojnar, wokalista zespołu, który związany był z zespołem od 1982 roku.
W roku 2018 na festiwalu PolAndRock w Kostrzynie odbył się koncert pożegnalny, podczas którego artyści śpiewali piosenki zespołu Defekt Muzgó. Piosenki Siwego zagrał zespół Sedes, a zaśpiewali m.in.: Smalec (Ga Ga), Robert Szymański (SexBomba), Agata Polic (były członek zespołu Blade Loki) oraz Młody (Sedes).

## Kontrowersje
W 2011 z zespołem rozpoczął współpracę menedżer Ireneusz „Irek” Jeż. Rok później ukazał się album studyjny Aniołowie, sygnowany nazwiskiem Ireneusza Jeża i nazwą zespołu. „Siwy” twierdził, że płyta ta nie ma nic wspólnego z Defektem Muzgó. „Daras” Konkel (autor kilku utworów na płycie) rozważał pozew sądowy, jeśli płyta wejdzie do sprzedaży. Ostatecznie płyta została wycofana z dystrybucji. „Siwy” na albumie „Aniołowie”, według informacji umieszczonej na okładce, pojawił się jako muzyk sesyjny w utworach 1, 2, 4, 8, 10. W rzeczywistości brał udział tylko w utworze nr 4. To spowodowało konflikt między Ireneuszem Jeżem a jednym z założycieli zespołu, Tomaszem Wojnarem. Według Wojnara album miał być jedynie kompilacją utworów i nie jest dziełem całej grupy. Wojnar zdementował także informację umieszczoną na stronie internetowej zespołu, według której miał odejść ze składu grupy. Brak jego obecności spowodowany jest nieporozumieniami związanymi z Ireneuszem Jeżem. W 2015 roku oryginalny lider grupy, Tomasz „Siwy” Wojnar, wznowił działalność pod szyldem Defekt Muzgó wraz z członkami zespołu Sedes. Z początkiem kwietnia 2018 roku skład Tomasza Wojnara, z powodu jego śmierci, zakończył działalność. Z kolei skład zespołu Defekt Muzgó prowadzonego przez Irka Jeża wciąż działa. 31 sierpnia 2018 roku zespół miał wystąpić na festiwalu Magia Rocka w Lyskach, jednak plany te nie doszły ze skutku z powodu usunięcia przez Ireneusza Jeża ze składu Dariusza Konkela i Krzysztofa Migdała, a miejsce grupy w programie festiwalu zajęła formacja The Bill. 19 sierpnia 2019 roku Jeż ogłosił na swoim profilu na Facebooku, że nowy skład jego grupy tworzą muzycy grupy Bank: gitarzysta Piotr Iskrowicz, basista Roman Iskrowicz oraz perkusista Przemysław Niemiec.

## Muzycy

### Zespół Tomasza Wojnara – ostatni skład[8]
- Tomasz „Siwy” Wojnar – śpiew, gitara (od 1982–2018)
- Jan „Młody” Siepiela – śpiew, gitara basowa (2006, 2011–2012, 2015-2018)
- Wojciech „Conan” Maciejewski – gitara solowa (2015-2018)
- Dariusz „Rudy” Wieczorek – perkusja (2015-2018)

### Byli członkowie
- Maciej „Maciek” Cieślewicz – perkusja, śpiew (2012–2014)
- Bogdan „Victor” Kocik – gitara basowa (2001–2009, 2012)
- Fredek „Fred” Wójcik – gitara basowa (1981–1982)
- Wojciech „Walec” Walczyk – śpiew (1981–1985)
- Piotr Bojan – gitara basowa (1982–1990)
- Mariusz „Borek” Borowski – gitara basowa (1990–1992)
- Dariusz „Picek” Pacek – gitara basowa (1992–1996)
- Ryszard „Ricardo” Guz – perkusja, gitara solowa (1994–1997)
- Krystian Przybylski – gitara solowa

### Zespół Ireneusza Jeża[9]
- Ireneusz „Iras” Jeż – wokal wspierający, wokal prowadzący, management (od 2011)
- Piotr Iskrowicz – gitara (od 2019)
- Jerzy Kaczanowski – gitara (od 2019)
- Roman Iskrowicz – gitara basowa (od 2019)
- Przemysław Niemiec – perkusja (od 2019)

### Byli członkowie[9]
- Dariusz „Daras” Konkel – wokal, gitara basowa (2010–2011; 2013–2018)
- Dawid „Święty” Szydełko – gitara (2012–2019)
- Krzysztof „Heban” Migdał – perkusja (1982–1993; 2001–2009; 2011–2019)

## Dyskografia[10]

### Albumy studyjne
- N.U.D.A. (1993)
- Zjednoczona Europa (1993) (jako Defekt Muzgó i goście; z gościnnym udziałem Dariusza Paraszczuka (ex Sedes) i Dariusza Biłyka (ex TSA))
- Przemoc (1995)
- Defekt Muzgó (1997)
- Aniołowie (2012)

### Albumy koncertowe
- Lalki (1985) (Kaseta wydana przez zespół w trzecim obiegu)
- Wałbrzych (1988)
- Wszyscy jedziemy... (1991)
- Sedes Muzgó – Live (1992) (wspólnie z zespołem Sedes)
- XIII lat (1994)

### Albumy kompilacyjne
- Pornografia (1992)
- Lekcja historii (2004)

### Bootlegi
- Live Jarocin – koncert na małej scenie z 2 sierpnia (1991)